# Lissonota rufitarsis
Lissonota rufitarsis là một loài tò vò trong họ Ichneumonidae.